# Condado de Pearl River
El condado de Pearl River (en inglés: Pearl River County), fundado en 1890, es un condado del estado estadounidense de Misisipi. En el año 2000 tenía una población de 48.621 habitantes con una densidad poblacional de 23 personas por km². La sede del condado es Poplarville.

## Geografía
Según la Oficina del Censo, el condado tiene un área total de 2121 km² (818,9 mi²), de la cual 2100 km² (810,8 mi²) es tierra y 21 km² (8,1 mi²) es agua.

## Demografía
En el 2000 la renta per cápita promedia del condado era de $ 30,912, y el ingreso promedio para una familia era de $35,924. El ingreso per cápita para el condado era de $15,160. En 2000 los hombres tenían un ingreso per cápita de $30,370 frente a $21,519 para las mujeres. Alrededor del 18.40% de la población estaba bajo el umbral de pobreza nacional.

## Condados adyacentes
- Condado de Lamar (norte)
- Condado de Forrest (noreste)
- Condado de Stone (este)
- Condado de Hancock (sur)
- Parroquia de St. Tammany, Luisiana (suroeste)
- Parroquia de Washington, Luisiana (oeste)
- Condado de Marion (noroeste)

## Localidades
Ciudades
- Lumberton (la mayor parte en el condado de Lamar)
- Picayune
- Poplarville

Lugares designados por el censo
- Hide-A-Way Lake
- Nicholson

Áreas noincorporadas
- Caesar
- Carriere
- Crossroads
- Henleyfield
- McNeil
- Ozona

## Principales carreteras
- Interestatal 59
- U.S. Highway 11
- Carretera 13
- Carretera 26
- Carretera 43
- Carretera 53